# Sequel to the Prequel
Sequel to the Prequel is het derde album van de Britse band Babyshambles.

## Tracks
1. "Fireman" (Whitnall - Doherty - McConell)
2. "Nothing Comes to Nothing" (Whitnall - Doherty - Stephen Street)
3. "New Pair" (McConnell - Doherty)
4. "Farmer's Daughter" (Doherty - Whitnall)
5. "Fall from Grace" (McConnell - Robinson - Doherty)
6. "Maybelline" (Whitnall - Doherty)
7. "Sequel to the Prequel" (Doherty - Whitnall - McConnell)
8. "Dr.No" (Whitnall - Doherty - McConnell)
9. "Penguins" (McConell - Doherty)
10. "Picture Me in Hospital" (Doherty - McConnell)
11. "Seven Shades" (McConnell - Doherty)
12. "Minefield" (Doherty - McConnell - Whitnall - Robinson)